# Fraaie houttrechterzwam
De fraaie houttrechterzwam (Ossicaulis lignatilis) is een schimmel behorend tot de familie Lyophyllaceae. Hij leeft saprotroof (of necrotroof?) op hout aan levende loofbomen. Hij is bekend van populier (Populus), wilg (Salix), eik (Quercus) en Fagus. Hij veroozaakt bruinrot.

## Kenmerken

### Uiterlijke kenmerken
Hoed
De hoed heeft een diameter van 20 tot 120 mm. De vorm is aanvankelijk convex, daarna vlak, uiteindelijk iets verzonken, hygrofaan. Het oppervlak is berijpt, zijdeachtig tot fijn fluweelachtig, vaak radiaal gestreept, mat. De kleur is vaak krijtwit met een roze of bleke tint in het midden, vervolgens grijsachtig crème, bruingrijze tot oker. De hoedrand is aanvankelijk ingerold, daarna vaak golvend en gekerfd of gebarsten.
Lamellen
De lamellen aangehecht tot subaflopend. Ze zijn vrij dun tot 6 mm breed, soms gevorkt, met tussenlamellen, dicht of zeer dicht. De kleur is wit, soms met roze blos, met effen gelijk gekleurde rand, geelachtig wit als het droog is. Het aantal lamellen dat rijkt tot aan de steel is 30 tot 70 (l = 7 – 11 – 15).
Steel
De steel heeft een lengte van 20–70 mm en een dikte van 4 tot 17 mm. De steel is centraal of excentrisch geplaatst. De vorm is variabel, vaak kort, cilindrisch of licht uitlopend naar de basis, vaak gebogen, vol en hard. Het steeloppervlak is naar boven vaak iets ruwer, naar beneden suèdeachtig. De kleur is krijtwit tot crème, soms met een lichte wijnroze tint, vaak met koorden van mycelium aan de steelvoet.
Vlees
Het vlees is taai, wit, soms waterig, met een duidelijke vliezige laag onder de huid en boven de lamellen. Het verandert niet van kleur bij kneuzen of beschadigen. De geur is sterk kruidig, gewoonlijk melig, soms zwak of wat muffig. De smaak is melig tot onbeduidend.
Sporenprint
De sporenprint is wit.

### Microscopische kenmerken
De basidia zijn clavaat, met 1, 2, 3 en 4 sterigmata en meten 17–20(25) × 3,8–4 µm. De basidiosporen zijn bijna bolvormig, breed ellipsvormig, ellipsvormig of traanvormig, glad, dunwandig, met guttules, hyaliene, niet-amyloïde, cyanofiel en meten 4–5(6) × 2–2,5(3,5) µm. Het hymenium mist cystidia, soms zijn er verschillende onregelmatige cheilocystidia. Het lamelaire trama is regelmatig en bestaat uit losse, dunwandige hyfen met een diameter van 3–12 (28) µm. De cuticula betaat uit onregelmatig verwarde, gedeeltelijk vertakte, gevorkte en samensmeltende, dunwandige hyfen, 4-9 µm in diameter, soms met nodulaire gezwellen en een paar dunne, koraalvormige of diverticulaire uiteinden. Gespen zijn aanwezig in de epidermiscellen en aan de basis van de basidia.

## Ecologie
De schimmel komt voor in parken, loofbossen, langs wegen en paden. Het ontwikkelt zich op het loofhout, meestal op stronken en dode stronken, maar ook op omgevallen en levende boomstammen. Vaker voorkomend in de bergen.

## Verspreiding
Het is bekend dat Ossicaulis lignatilis voorkomt in Noord-Amerika, Europa, Azië en Australië.
In Nederland komt de fraaie houttrechterzwam zeldzaam voor. Hij staat op de rode lijst in de categorie 'Bedreigd'. 

## Foto's

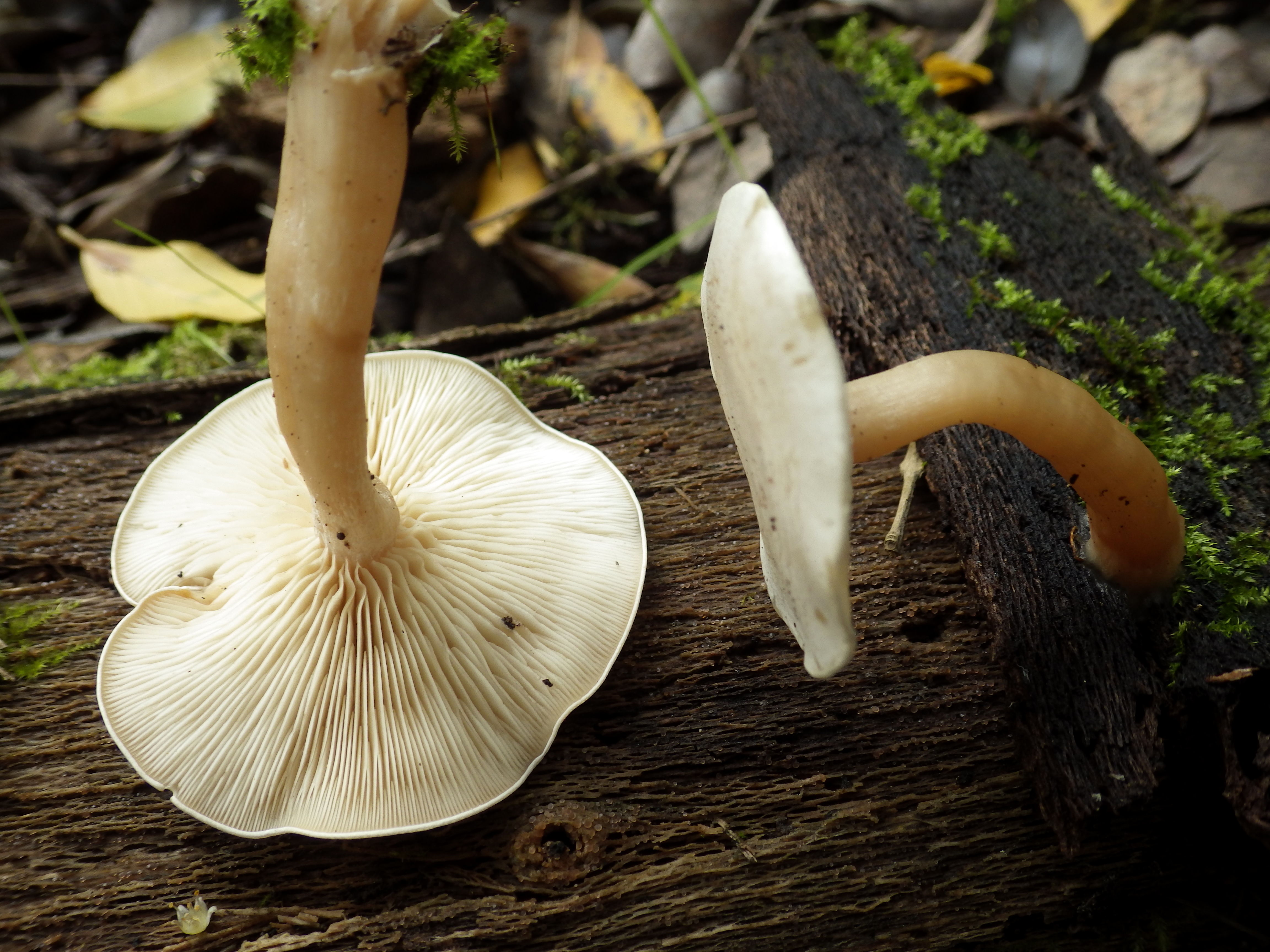
Steel
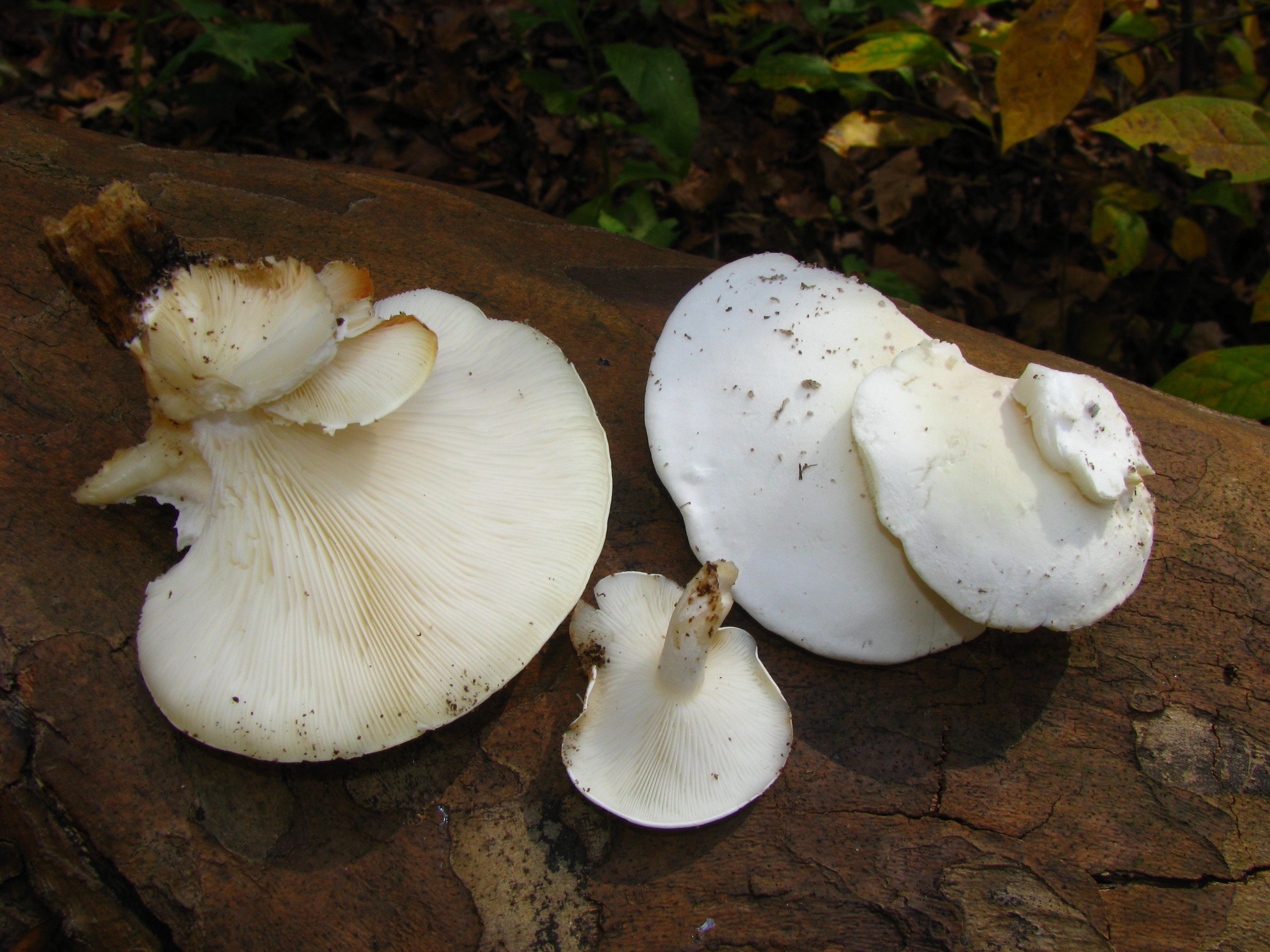
Lamellen